# 伊婁穆
伊娄穆，西魏、北周軍事人物。伊娄氏，字奴干，代郡人。
其父伊娄灵，善騎射，为宇文泰所知。宇文泰以商朝伊尹故事，赐名为尹。历任金紫光禄大夫、卫将军、隆州刺史，赐爵卢奴县公。
伊娄穆弱冠为宇文泰内亲信，授奉朝請。543年，邙山之战力战有功，担任子都督、丞相府参軍事，转任外兵参軍。累進帥都督、平東将軍、中散大夫，历任中书舍人、尚書驾部郎中、撫軍将軍、大都督、通直散騎常侍。被宇文泰赏识，提升为車騎大将軍、儀同三司，赐封安阳县伯，邑五百户。转任大丞相府掾、从事中郎、給事黄門侍郎。553年，出使蜀地。伍城郡趙雄傑与梓潼郡王令公、鄧朏反西魏，聚众三万人，在涪水立栅，进逼潼州。伊娄穆与刺史叱羅協率兵击败反乱軍。
557年，北周孝閔帝宇文觉即位，伊娄穆任兵部中大夫、治御正，進爵为侯。進位驃騎大将軍、開府儀同三司。561年，担任軍司馬，進爵为公。564年，担任金州总管、八州诸军事、金州刺史。567年，增邑二千一百户，为民部中大夫。
衛公宇文直驻守襄州，伊婁穆为麾下長史。郢州城民王道胥反州，占据郢州州城。宇文直派伊娄穆率百余騎驰往。伊娄穆至城下，連破王道胥的军队。大将軍高琳率军继进，王道胥投降。唐州山蛮恃险作乱，伊娄穆率軍討伐。分遣诸軍征討石窟十四处，十四天获胜，俘虏六千五百人。571年，進位大将軍。572年，担任荊州总管府長史。伊娄穆辅佐北周皇族镇守地方，有匡赞之誉。入朝为小司馬，跟随柱国李穆平轵关等城，获赏布帛三百匹、粟三百石、田三十顷。576年，跟随皇太子宇文贇讨伐吐谷渾。撤退时，伊娄穆殿后，被吐谷渾軍包围。被劉雄所救，解围。其後病故。